# 3月31日
3月31日（さんがつさんじゅういちにち）は、グレゴリオ暦で年始から90日目（閏年では91日目）にあたり、年末まであと275日ある。3月の最終日（月末）。年度末。

## 概要
日本では前年4月始まりの年度最終日とされている。
4月入学の学校で3月中に卒業を迎えた者は、この日を以て学籍が抹消される。それ以外の在籍生徒・学生は翌日（4月1日）から進級となる。
当日を事業年度の末日とし、決算日としている企業も多く、商業系施設・店舗や、各種サービスを廃止する際の最終営業日・提供日とされている事例が多い。

## できごと

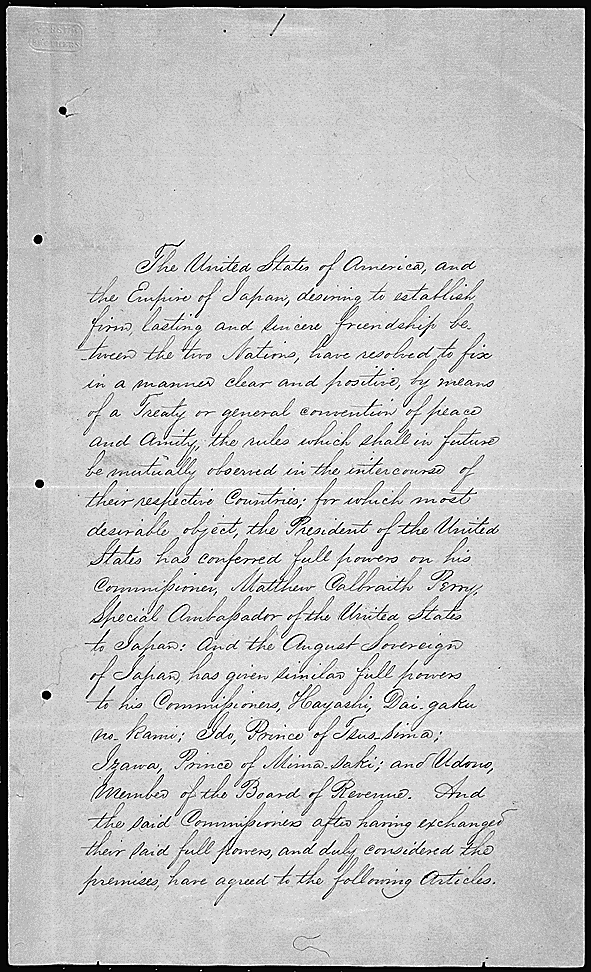
日米和親条約(1854)締結

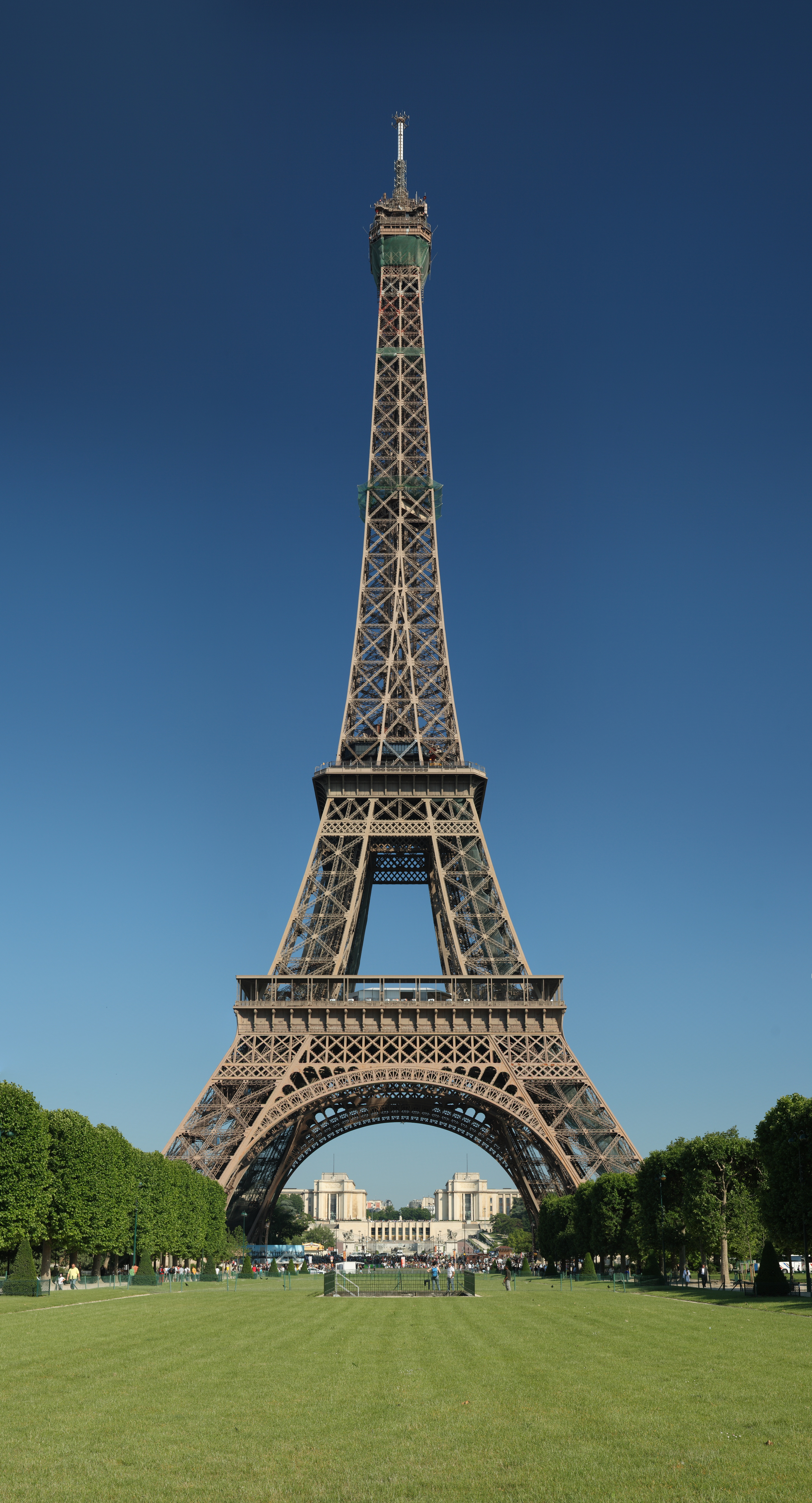
パリのエッフェル塔が竣工(1889)

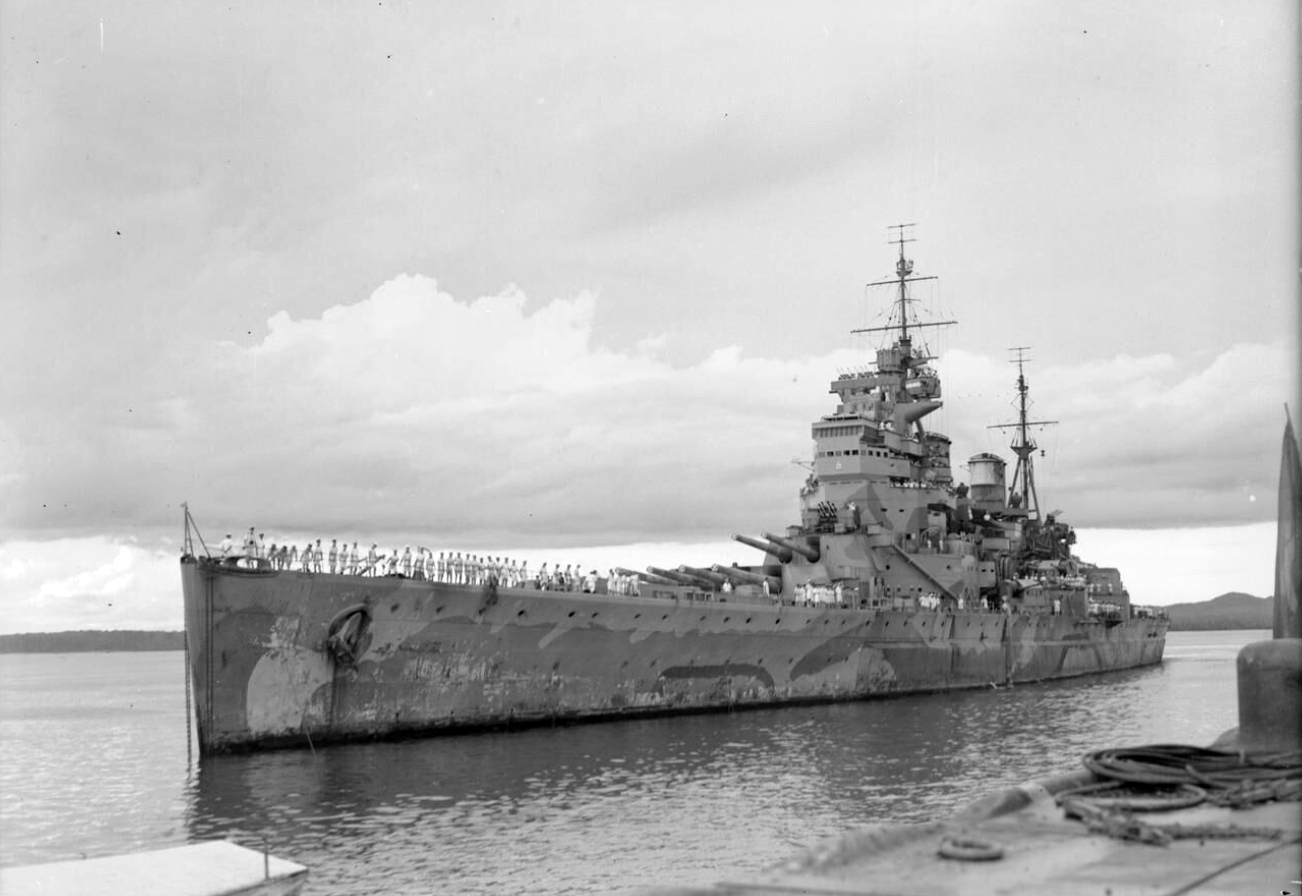
イギリスの戦艦プリンス・オブ・ウェールズ就役(1941)

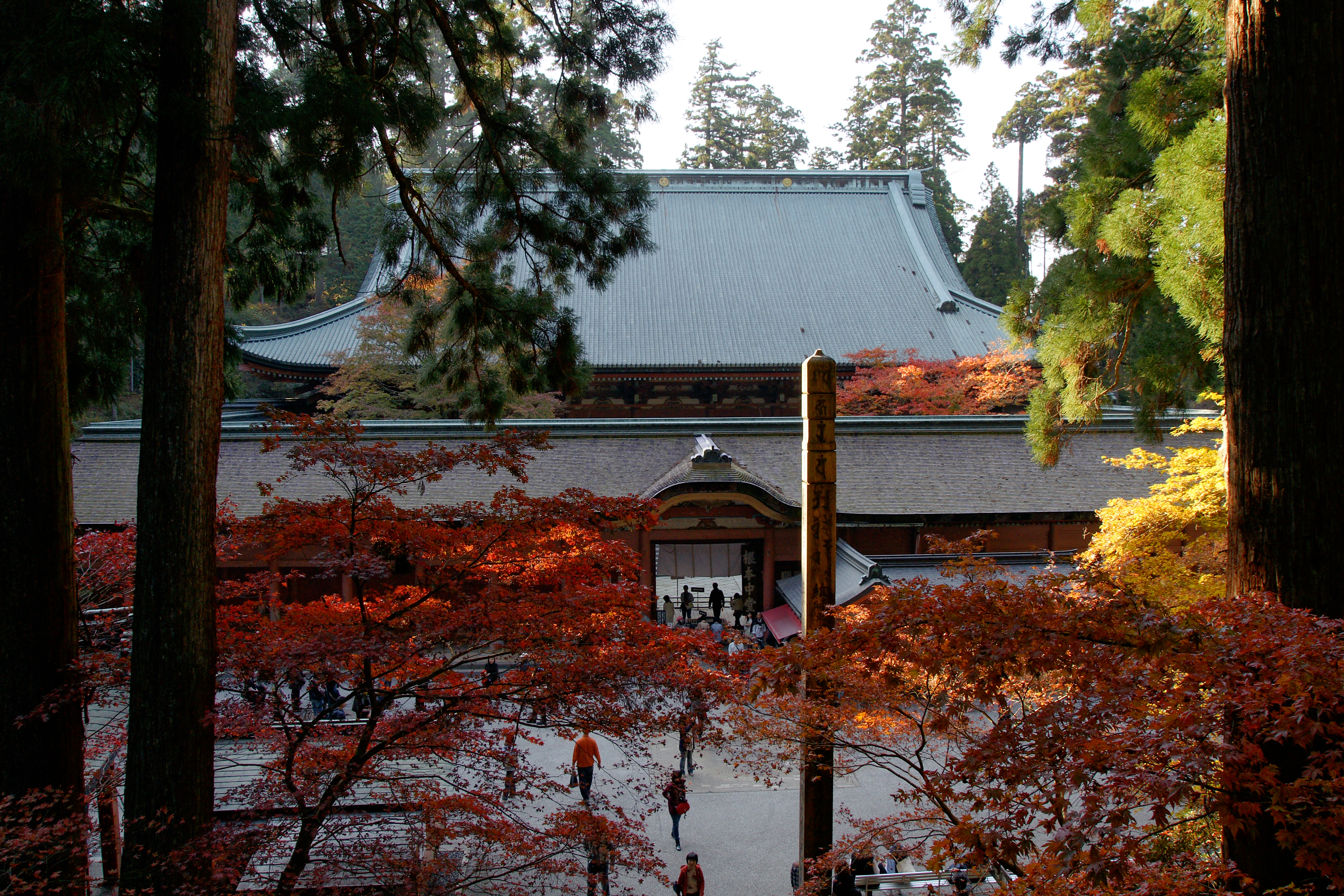
比叡山延暦寺の総本堂、根本中堂が国宝となる(1953)

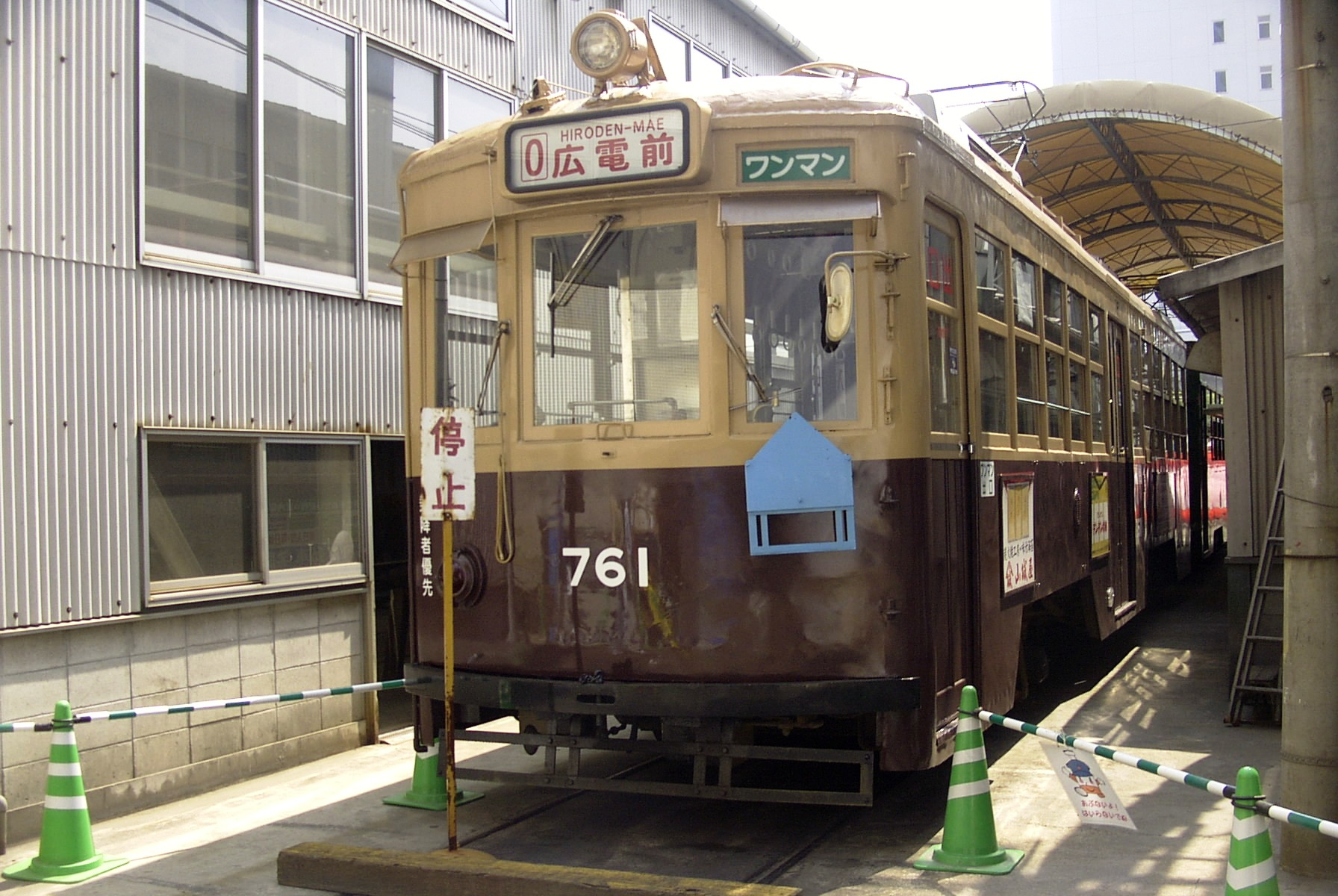
大阪市電廃止(1969)。画像は広島に移籍した大阪市電電車。

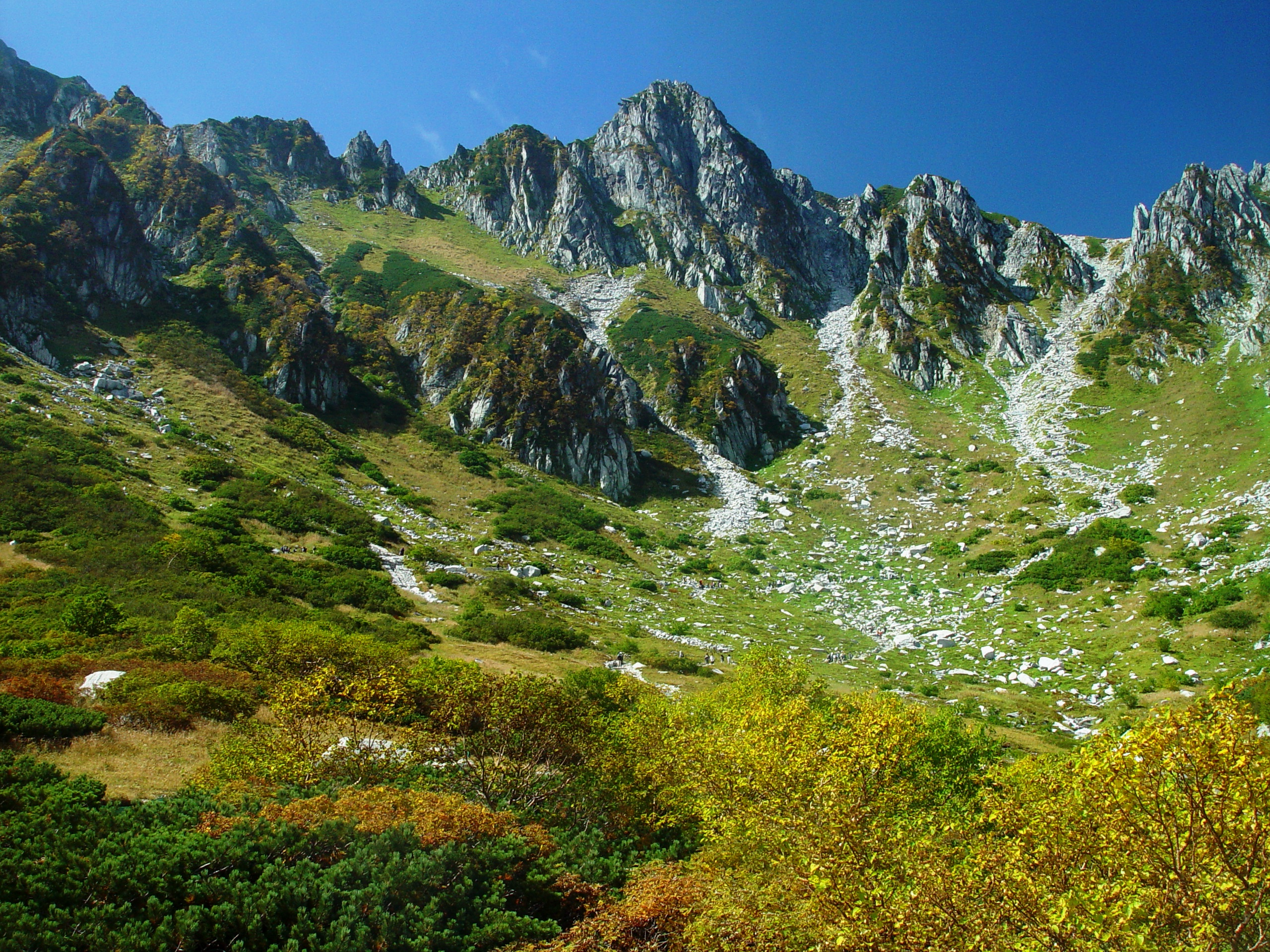
宝剣岳と千畳敷カール（9月）

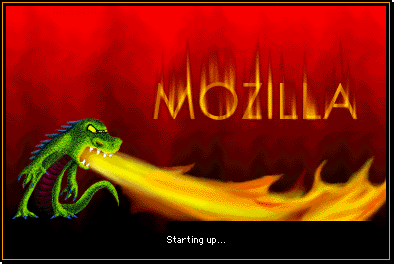
ウェブブラウザ「Mozilla」のソースコードが公開される(1998)

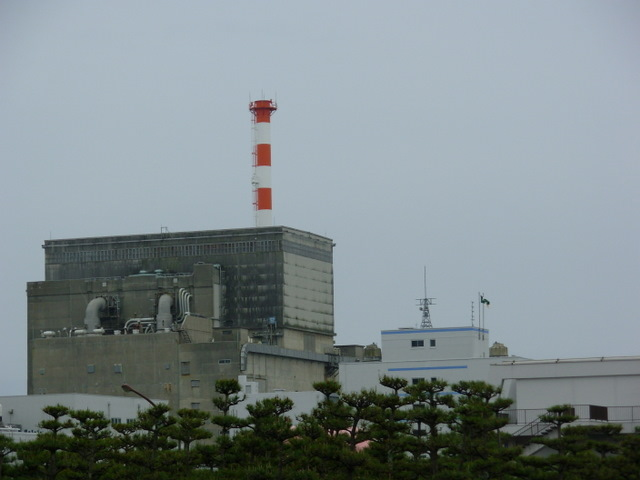
東海発電所の営業停止(1998)。日本初の原子炉解体となった。

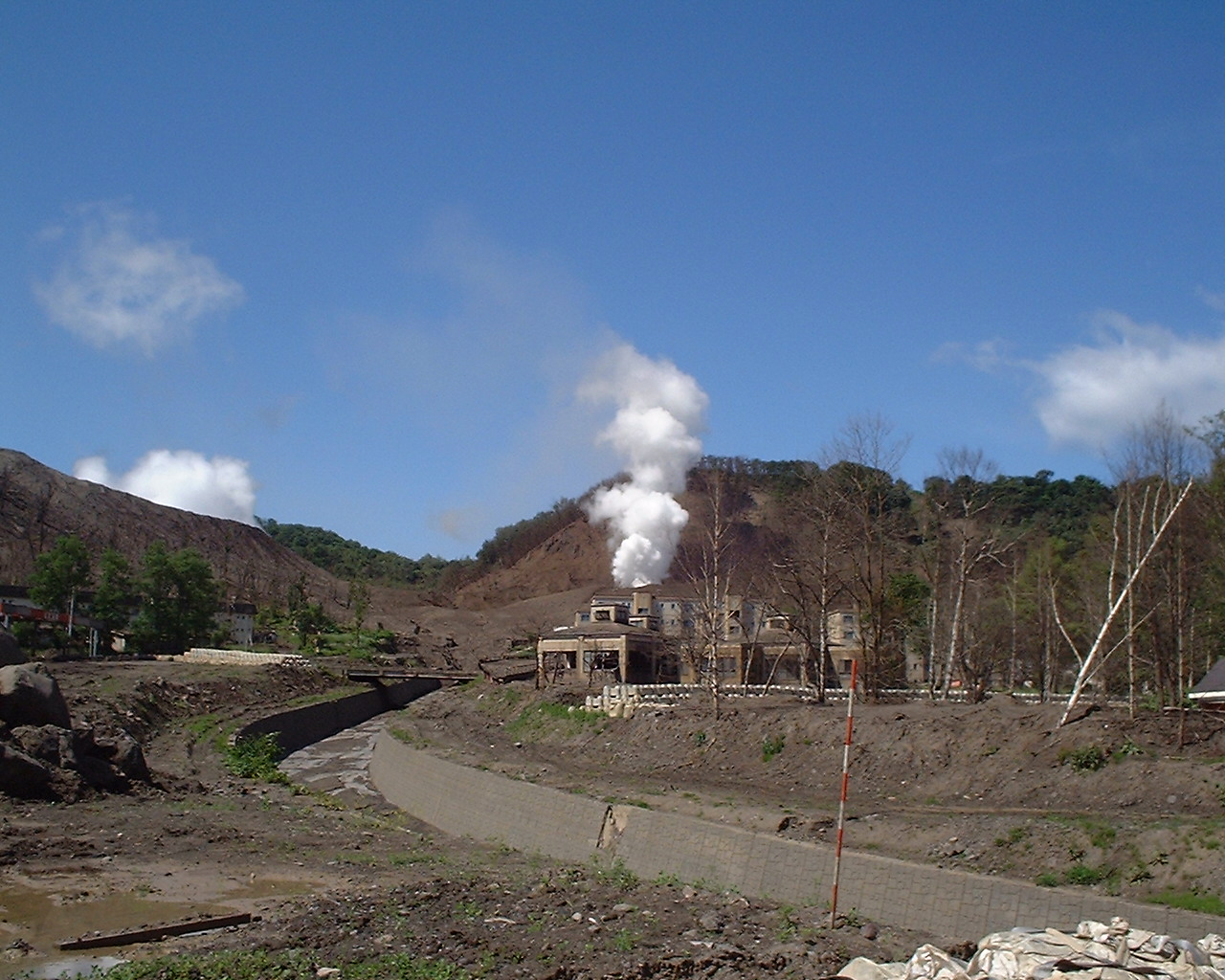
有珠山噴火(2000)。山麓は廃墟となった

ユニバーサル・スタジオ・ジャパン開園(2001)

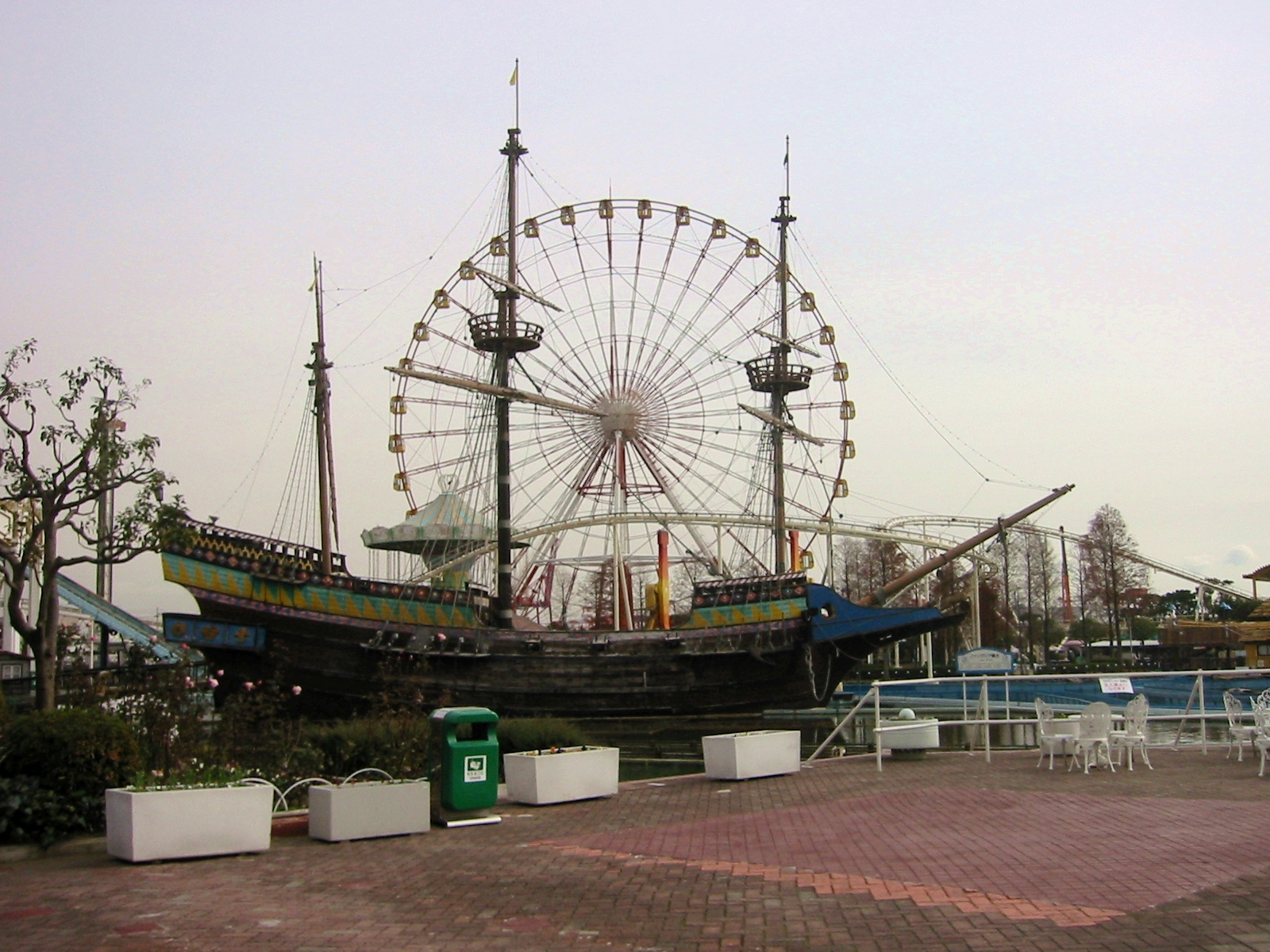
神戸ポートピアランド閉園(2006)

- 1807年 - ウィリアム・キャベンディッシュ＝ベンティンク ポートランド公爵が2回目の英国首相に就任。
- 1814年 - ナポレオン戦争: ウェリントン公爵率いる英国軍が、フランスの首都パリを陥落させる[1]。
- 1854年（嘉永7年3月3日） - ペリー提督と江戸幕府の間に全12ヶ条からなる日米和親条約（神奈川条約）が結ばれ、下田・函館が通商港とされる。
- 1877年 - 西南戦争: 大分県中津で西郷軍に呼応した士族が叛乱。
- 1885年 - イギリスがボツワナ共和国を保護領とする。
- 1889年 - エッフェル塔が竣工[2]。
- 1905年 - タンジール事件: ドイツ皇帝ヴィルヘルム2世がモロッコの港であるタンジールを訪問する。
- 1906年 - 鉄道国有法公布。
- 1908年 - 池田亀太郎（出歯亀の由来）を強姦殺人容疑で拘引。
- 1909年 - セルビアがオーストリアによるボスニア・ヘルツェゴヴィナの支配を承認する。
- 1917年 - アメリカ合衆国がデンマーク領西インド諸島を2500万ドルで購入し、ヴァージン諸島と改称。
- 1918年 - アメリカ合衆国で初めてサマータイムを実施。不評のため、2年で廃止。
- 1919年 - ハイデラバード・ハイ・コートが完成。
- 1921年 - オーストラリア陸軍の航空部門を改組してオーストラリア空軍を設置。
- 1922年 - ドイツでヒンターカイフェック事件が起きる。
- 1924年 - 村山貯水池完成。
- 1929年 - 大阪電気軌道（今の近畿日本鉄道）が伊賀電気鉄道を合併、伊賀線となる。
- 1930年 - アメリカ映画製作配給業者協会が映画の検閲制度「ヘイズ・コード」を制定。
- 1933年 - アメリカで失業対策のための市民保全部隊 (CCC) を創設。
- 1936年 - 栃木県庁が火災により全焼[3]。
- 1937年 - 食い逃げ解散: 林銑十郎が、衆議院を解散。
- 1938年 - 笠松隕石: 岐阜県羽島郡笠松町の民家に隕石が落下[4]。
- 1941年 - イギリスの戦艦プリンス・オブ・ウェールズが就役。
- 1942年 - 第二次世界大戦: 日本軍がクリスマス島を占領。
- 1944年 - 第二次世界大戦: 海軍乙事件で古賀峯一日本海軍元帥が殉職。
- 1946年 - 立命館大学末川博名誉総長によって、立命館土曜講座が開設される[5]。
- 1947年 - 教育基本法・学校教育法公布。
- 1947年 - 日本で、大日本帝国憲法下における衆議院が解散、貴族院が停会。
- 1947年 - 室蘭本線静狩駅（北海道長万部町）付近のトンネル内で列車同士が正面衝突。乗客ら4人死亡、41人重軽傷[6]。
- 1947年 - 白鳥由栄が札幌刑務所を脱走[7]。4回目の脱獄。
- 1948年 - 近鉄奈良線列車暴走追突事故が起こる。
- 1952年 - 財団法人日本文化放送協会（現・文化放送）が、東京で2番目のラジオ局として開局[8]。
- 1953年 - 比叡山延暦寺の根本中堂を国宝建造物に指定。
- 1958年 - 翌日からの売春防止法の施行に伴い赤線が営業停止。
- 1963年 - 吉展ちゃん誘拐殺人事件が発生。
- 1965年 - 1898年2月1日に通水を開始した東京近代水道の中核施設淀橋浄水場が廃止。東村山浄水場へ機能移転された。
- 1966年 - 法務省が、日本の総人口が1億人を突破したと発表。
- 1966年 - ソ連で無人月探査機「ルナ10号」を打ち上げ。4月3日に史上初めて月周回軌道を回る[9]。
- 1967年 - 東京駅のみどりの窓口付近にあったゴミ箱に仕掛けられた爆弾が爆発。14人が重軽傷[10]。
- 1968年 - 成田空港問題：第3次成田デモ事件。
- 1969年 - 大阪市電がこの日限りで全線廃止。
- 1970年 - よど号ハイジャック事件: 赤軍派が日本航空機よど号をハイジャックする[11]。
- 1970年 - 1958年1月31日に打ち上げられ、同年3月23日に最後の通信を行ったアメリカ初の人工衛星エクスプローラー1号が、大気圏に突入後58,000 回以上軌道を周ったのち燃え尽きた[12]。
- 1972年 - 横浜市電が最終営業。翌4月1日付で全線廃止。
- 1972年 - 汽車製造が川崎重工業との合併に伴い、営業を終了。
- 1972年 - 吉原治良、田中敦子、嶋本昭三らが所属した具体美術協会解散。
- 1974年 - 前日3月30日に営業運転を終了した名古屋市電が無料のお名残乗車運転を実施。翌4月1日全線廃止[13]。
- 1975年 - 毎日放送（MBS）と朝日放送（ABC）の東京キー局がネットチェンジ（「腸捻転」解消）。東京放送（TBS。現・TBSテレビ）系列だったABCが日本教育テレビ（NET。現・テレビ朝日）系列に、NET系列だったMBSがTBS系列に変わる。
- 1976年 - 仙台市電が最終営業。翌4月1日全線廃止。
- 1977年 - 木曽駒ケ岳を縦走していた東京都立航空工業高等専門学校の山岳部員7人が雪崩に巻き込まれて死亡[14]。
- 1980年 - シカゴ・ロック・アイランド・アンド・パシフィック鉄道がストライキの影響で運航を停止。その後、セントルイス・サウスウェスタン・アンド・ミッドコンティネント鉄道が大部分を買収した[15]。
- 1980年 - 国際プロレスの後楽園ホール大会でリング下に落ちたアニマル浜口が木村健悟のプランチャ・スイシーダを受けて後頭部を打って失神、半年欠場する。
- 1981年 - 福井鉄道南越線がこの日限りで廃止。
- 1984年 - 国鉄日中線・相模線西寒川支線・赤谷線・魚沼線・清水港線がこの日限りで廃止。
- 1985年 - 国鉄相生線・渚滑線・万字線・倉吉線・矢部線・勝田線・添田線・室木線・香月線が最終営業。翌4月1日全線廃止。
- 1986年 - 国鉄漆生線が最終営業。翌4月1日全線廃止。
- 1987年 - 日本国有鉄道が廃止[16]。翌4月1日分割民営化。
- 1987年 - 筑波鉄道筑波線が最終営業。翌4月1日全線廃止。
- 1990年 - JR西日本鍛冶屋線・大社線が最終営業。翌4月1日全線廃止。
- 1991年 - 東欧民主化、東西冷戦の終結に伴い、ワルシャワ条約機構が軍事機能を完全に停止。
- 1991年 - 北総開発鉄道（現・北総鉄道）京成高砂駅 - 新鎌ヶ谷駅間が開通。
- 1992年 - 世界最後の現役戦艦だったアメリカ海軍のミズーリが退役。
- 1994年 - 野上電気鉄道が最終営業。翌4月1日バス・鉄道全線廃止。
- 1998年 - mozilla.orgが Mozilla のソースコードを公開。
- 1998年 - 山一證券が自主廃業に伴い営業を終了。
- 1998年 - 日本原子力発電株式会社東海発電所の営業運転終了。
- 2000年 - 有珠山が23年ぶりに噴火。
- 2001年 - ユニバーサル・スタジオ・ジャパンがオープン。
- 2001年 - 北関東自動車道・高崎JCT - 伊勢崎IC間が開通。
- 2001年 - のと鉄道七尾線の穴水駅 - 輪島駅間が最終営業。翌4月1日廃止。
- 2002年 - 向ヶ丘遊園が閉園。
- 2002年 - 長野電鉄河東線の信州中野駅 - 木島駅間が最終営業。翌4月1日廃止。
- 2004年 - 名鉄三河線の猿投駅 - 西中金駅間、碧南駅 - 吉良吉田駅間が最終営業。翌4月1日廃止。
- 2004年 - 帝都高速度交通営団がこの日限りで廃止、翌4月1日に東京地下鉄（東京メトロ）として民営化。
- 2005年 - 名古屋鉄道の岐阜市内線・揖斐線・美濃町線・田神線、日立電鉄線、のと鉄道能登線がこの日限りで営業終了。翌4月1日廃止。。
- 2005年 - 大阪近鉄バファローズが消滅。選手の大半はオリックス・バファローズもしくは東北楽天ゴールデンイーグルスへ分配ドラフトで移籍。
- 2006年 - 神戸ポートピアランドが閉園。
- 2007年 - イー・モバイルが東名阪においてHSDPAデータ通信サービス「EMモバイルブロードバンド」を開始。
- 2007年 - NTTドコモが提供してきた無線呼出しサービス「クイックキャスト（旧ポケットベル）」のサービス終了。全国展開のポケットベルサービスが消える。
- 2007年 - 鹿島鉄道が最終営業。翌4月1日廃止。
- 2007年 - くりはら田園鉄道が廃止、翌4月1日くりはら田園鉄道株式会社解散。
- 2008年 - ツーカーがツーカー電話サービスを終了。
- 2009年 - 福岡県のブロック紙・西日本新聞が山口県においての取材及び販売から撤退。
- 2012年 - 東日本大震災で大きな被害を受け、8か月間延期されていた岩手県、宮城県、福島県の地上波テレビのアナログ放送が終了し、日本全国で完全デジタル化が完了した。これで、日本のアナログ放送は完全に廃止された。
- 2012年 - 荒尾競馬場が廃止。
- 2012年 - 長野電鉄屋代線と十和田観光電鉄線が営業終了。翌4月1日廃止。。
- 2014年 - フジテレビ系昼の長寿番組『笑っていいとも!』が放送終了。1982年の放送開始以来、31年半の歴史に幕を下ろす。
- 2014年 - JR東日本の岩泉線が最終営業。翌4月1日廃止。
- 2014年 - ANAのB747-400Dが沖縄発東京行・NH126便を最後に退役。1979年1月25日の初就航（当時は、B747SR-100）以来、35年のB747による営業運航に幕が下ろされた。また、これと同時に44年半続いた日本の航空会社におけるB747の旅客運用の歴史に幕が下ろされることとなった。
- 2016年 - 東海テレビ制作昼の帯ドラマが放送を終了。約52年の歴史に幕。
- 2016年 - サンストリート亀戸がこの日限りで閉店。
- 2018年 - フジテレビ系土8の長寿番組、めちゃ×2イケてるッ!が22年の歴史に幕を閉じる。
- 2018年 - JR西日本三江線が最終営業。翌4月1日廃止。
- 2018年 - 大阪市交通局（大阪市営地下鉄・大阪市営バス）が、Osaka Metro・大阪シティバスに経営移管のため廃止。公営地下鉄の経営移管は全国で初となる。
- 2019年 - JR北海道石勝線夕張支線が最終営業。翌4月1日廃止。
- 2020年 - DlifeとFOXスポーツ&エンターテイメントの放送が終了。
- 2020年 - 2003年に東近江市の病院で患者が死亡した呼吸器事件で殺人罪が確定し、服役した元看護助手の再審判決が大津地裁で行われ、元看護助手の女性に再審無罪判決が言い渡された[17]。
- 2021年 - JR北海道日高本線の鵡川駅 - 様似駅間が最終営業。翌4月1日廃止。
- 2021年 - 志摩マリンランドが老朽化に伴い営業終了。
- 2023年 - JR北海道留萌本線の石狩沼田駅 - 留萌駅間が最終営業。翌4月1日廃止[18]。
- 2024年 - 千葉県館山市在住の国内最高齢男性が死去。これにより、日本国内で明治時代に誕生した男性は居なくなった[19]。
- 2024年 - JR北海道根室本線の富良野駅 - 新得駅間が最終営業。翌4月1日廃止[20]。
- 2025年 - 新京成電鉄と泉北高速鉄道が親会社の吸収合併により解散。

## 誕生日

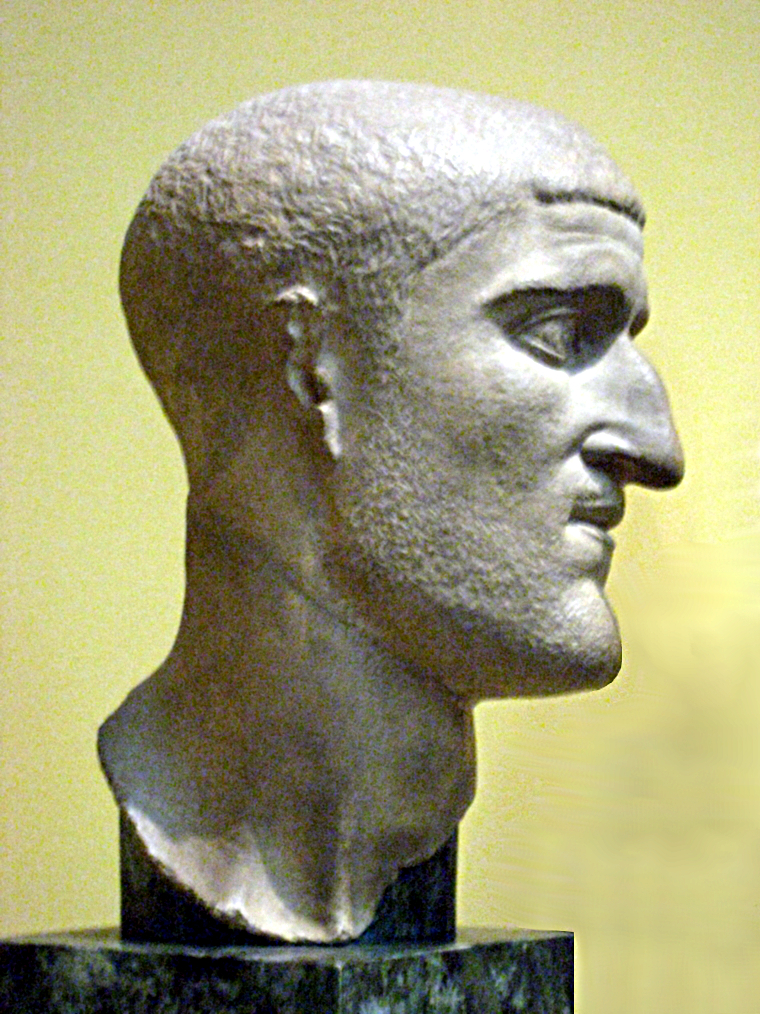
コンスタンティヌス朝の創始者コンスタンティウス・クロルス(250-306)誕生。

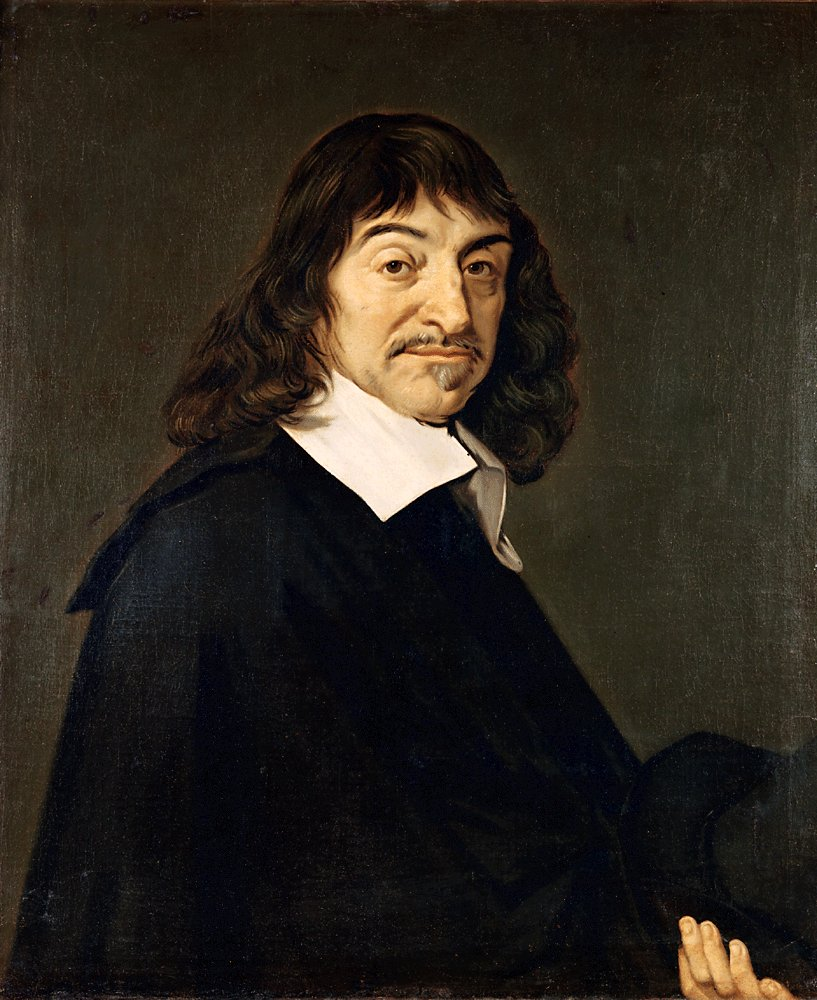
「我思う、ゆえに我あり」の哲学者、近代哲学の父ルネ・デカルト(1596-1650)誕生。

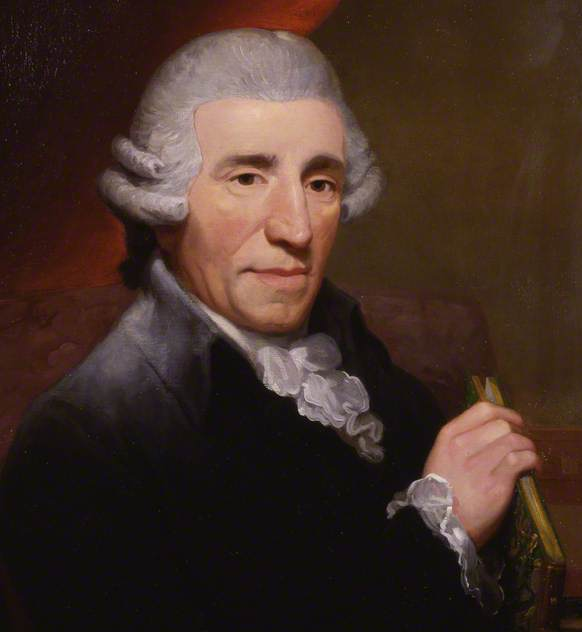
古典派を代表する作曲家フランツ・ヨーゼフ・ハイドン(1732-1809)誕生。

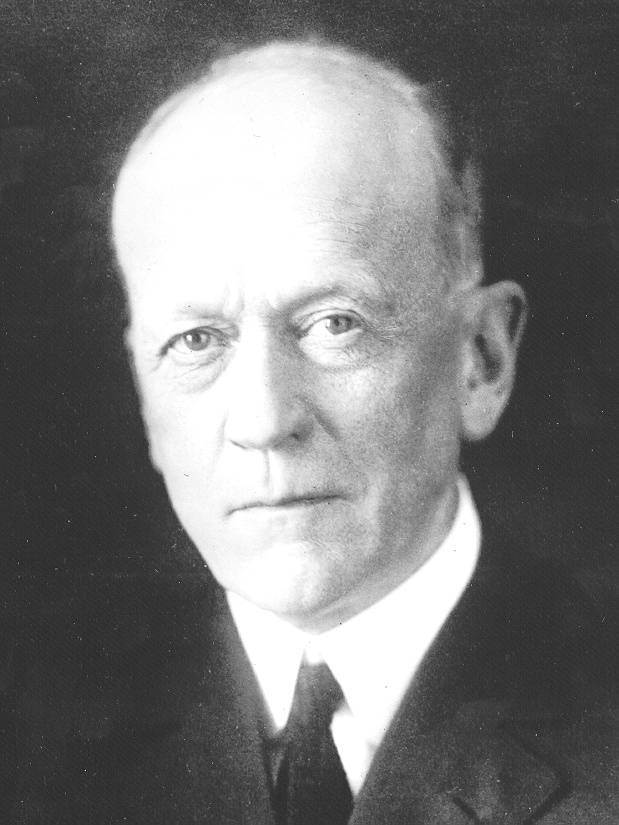
無脊椎動物の古生物学者チャールズ・ウォルコット(1850-1927)誕生。

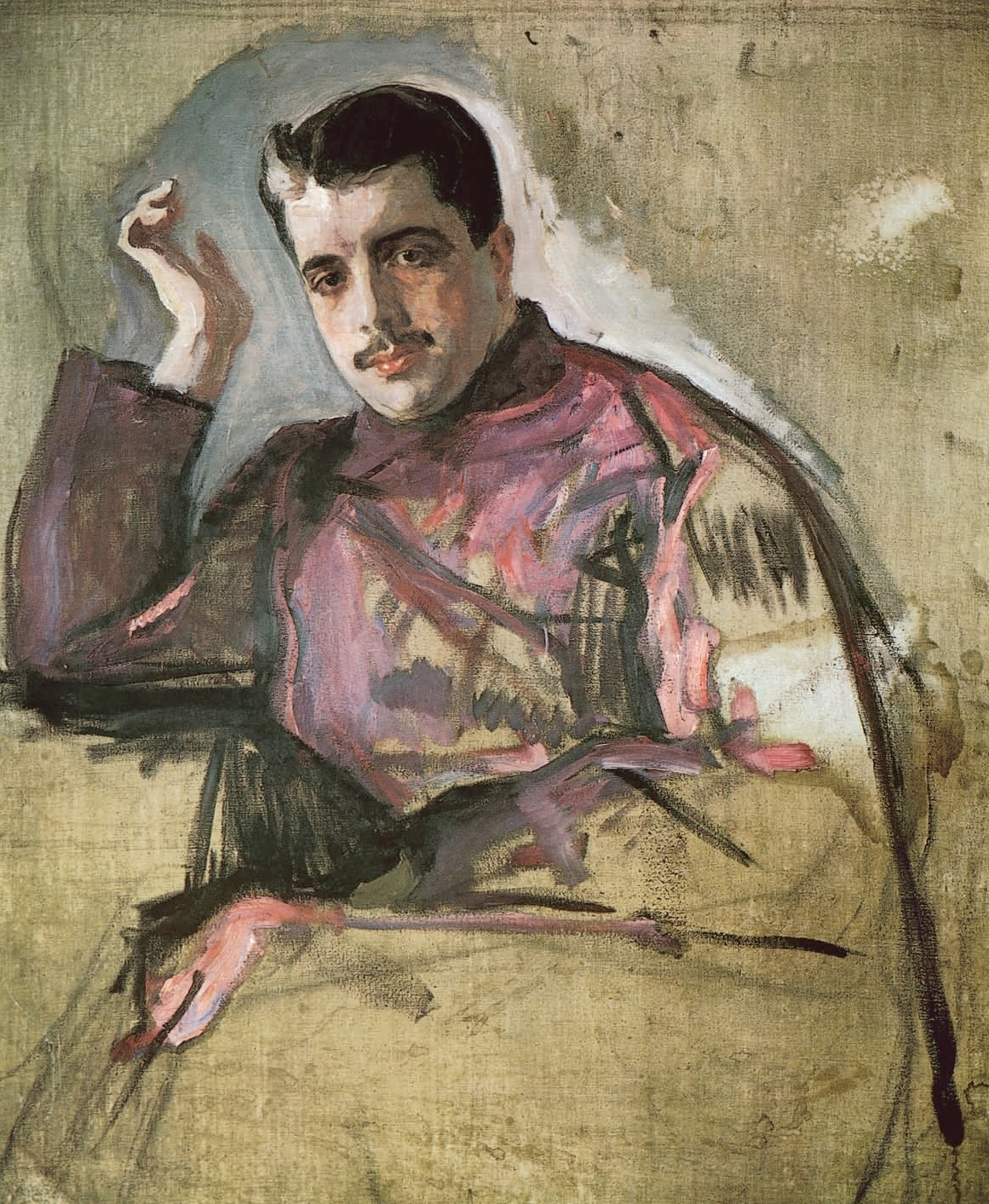
ロシアの芸術プロデューサー、セルゲイ・ディアギレフ(1872-1929)誕生。画像はV・セローフ画。

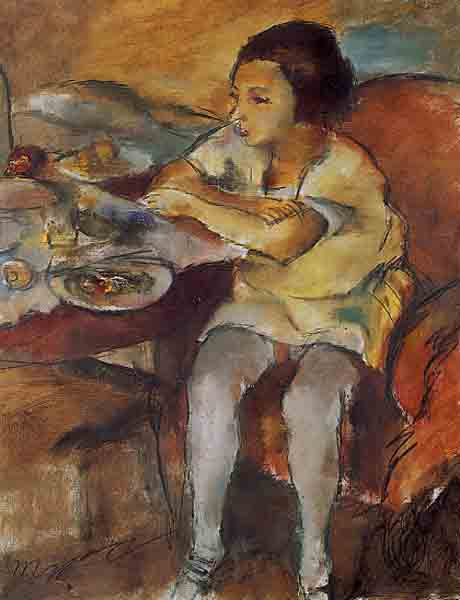
「モンパルナスの王子」と呼ばれた画家ジュール・パスキン(1885-1930)。画像は『昼食』(1923)

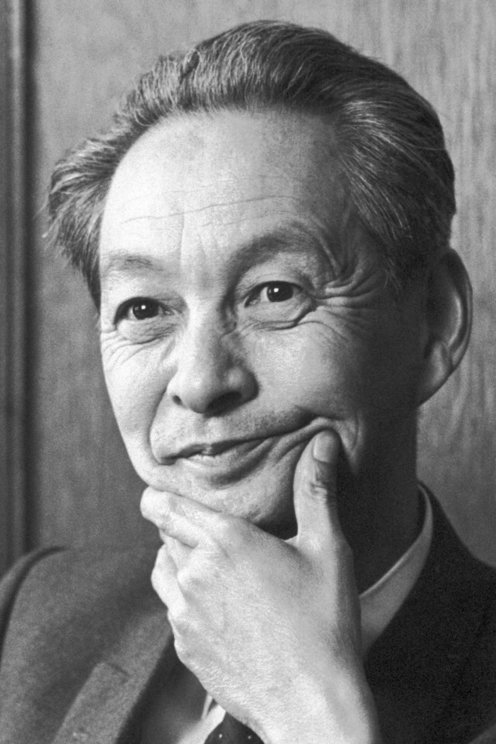
量子電磁力学に多大な貢献をした物理学者、朝永振一郎(1906-1979)誕生。

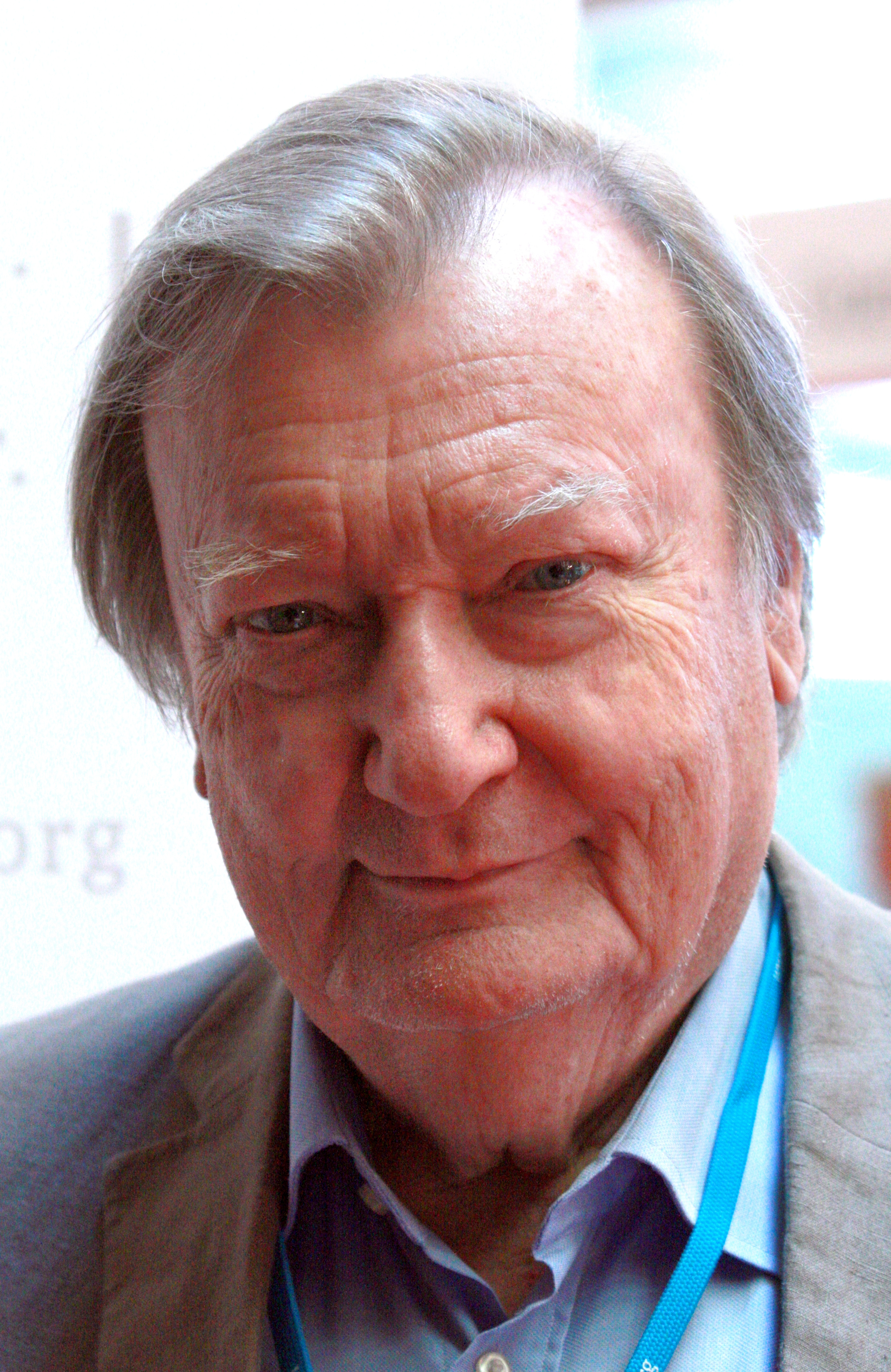
ウィークボソンの発見を導いた物理学者カルロ・ルビア(1934-)誕生。

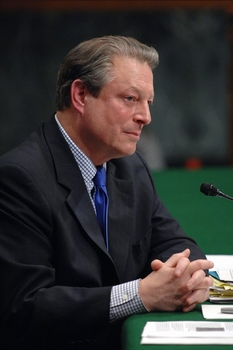
環境問題の啓発でも知られるアメリカ合衆国の政治家アル・ゴア(1948-)誕生。

### 人物
- 250年 - コンスタンティウス・クロルス、西ローマ帝国皇帝、コンスタンティヌス朝の創始者 （+ 306年）
- 1425年 - ビアンカ・マリーア・ヴィスコンティ、ミラノ女公（+ 1468年）
- 1499年 - ピウス4世、第224代ローマ教皇（+ 1565年）
- 1519年 - アンリ2世、フランス国王（+ 1559年）
- 1536年（天文5年3月10日） - 足利義輝、室町幕府第13代将軍（+ 1565年）
- 1549年（天文18年3月3日） - 筒井順慶、戦国大名（+ 1584年）
- 1596年 - ルネ・デカルト、哲学者（+ 1650年）
- 1656年（明暦2年3月6日） - 井伊直興、第4・7代彦根藩主（+ 1717年）
- 1675年 - ベネディクトゥス14世、第247代ローマ教皇（+ 1758年）
- 1684年（天和4年2月16日） - 小出英貞、第4代園部藩主（+ 1744年）
- 1685年[注釈 1] - ヨハン・ゼバスティアン・バッハ、作曲家（+ 1750年）
- 1723年 - フレデリク5世、デンマーク王（+ 1766年）
- 1732年 - フランツ・ヨーゼフ・ハイドン、作曲家（+ 1809年）
- 1777年 - ルイ・コルディエ、地質学者、鉱物学者（+ 1861年）
- 1778年（安永7年3月3日） - 中村歌右衛門 (3代目)、歌舞伎役者（+ 1838年）
- 1778年 - コンラート・ヤコブ・テミンク、動物学者（+ 1858年）
- 1786年（天明6年3月2日） - 藤堂高邁、第12代久居藩主（+ 1828年）
- 1788年 - ラーマ3世、タイ国王（+ 1851年）
- 1794年 - トマス・マッキーン・トンプソン・マッケナン、政治家（+ 1852年）
- 1802年 （享和2年2月28日） - 木下俊敦、日出藩主（+ 1886年）
- 1811年 - ロベルト・ブンゼン、化学者（+ 1899年）
- 1819年 - ホーエンローエ＝シリングスフュルスト、政治家（+ 1901年）
- 1821年 - フリッツ・ミューラー、博物学者（+ 1897年）
- 1850年 - チャールズ・ウォルコット、古生物学者（+ 1927年）
- 1853年 - マクシミリアン・シュヴェードラー、フルート奏者（+ 1940年）
- 1868年 - ジャック・スティベッツ、プロ野球選手（+ 1930年）
- 1870年 - トミー・ライアン、プロボクサー（+ 1948年）
- 1870年 - ジェイムズ・コックス、新聞社経営者、政治家（+ 1957年）
- 1871年 - アーサー・グリフィス、民族主義運動家（+ 1922年）
- 1872年 - アレクサンドラ・コロンタイ、ボリシェヴィキの活動家（+ 1952年）
- 1872年 - セルゲイ・ディアギレフ、ロシア・バレエ団創設者（+ 1929年）
- 1878年 - ジャック・ジョンソン、プロボクサー（+ 1946年）
- 1884年 - アドリアン・ヴァン・マーネン、天文学者（+ 1946年）
- 1884年 - 河野安通志、野球選手（+ 1946年）
- 1885年 - ジュール・パスキン、画家（+ 1930年）
- 1890年 - ローレンス・ブラッグ、物理学者（+ 1971年）
- 1893年 - クレメンス・クラウス、指揮者（+ 1954年）
- 1894年 - 林家正蔵（7代目）、落語家（+ 1949年）
- 1895年 - 木岡英三郎、オルガン奏者（+ 1982年）
- 1898年 - 下総皖一、作曲家（+ 1962年）
- 1898年 - 伊奈信男、写真評論家（+ 1978年）
- 1900年 - グロスター公ヘンリー、オーストラリア総督（+ 1974年）
- 1902年 - 廣川弘禅、政治家（+ 1967年）
- 1902年 - 山内以九士、野球公式記録員（+ 1972年）
- 1906年 - 朝永振一郎、物理学者（+ 1979年）
- 1906年 - 難波田春夫、経済学者（+ 1991年）
- 1906年 - 瀬川美能留、実業家、野村證券社長（+ 1991年）
- 1907年 - 赤尾好夫、出版人（+ 1985年）
- 1909年 - 貴志康一、作曲家（+ 1937年）
- 1909年 - ロベール・ブラジヤック、著作家、ジャーナリスト（+ 1945年）
- 1911年 - フレディ・グリーン、ジャズギタリスト（+ 1987年）
- 1914年 - 船山馨、小説家（+ 1981年）
- 1914年 - オクタビオ・パス、詩人、評論家（+ 1998年）
- 1914年 - 天池清次、労働運動家（+ 2012年）
- 1915年 - 横井庄一、軍人（+ 1997年）
- 1916年 - トミー・ボルト、プロゴルファー（+ 2008年）
- 1917年 - ドロシー・ディレイ、ヴァイオリニスト（+ 2002年）
- 1918年 - 箕田源二郎、画家、絵本作家（+ 2000年）
- 1921年 - ローウェル・フルソン、ブルース・ミュージシャン（+ 1999年）
- 1922年 - 中埜肇、実業家（+ 1985年）
- 1923年 - 深見千三郎、コメディアン、演出家、脚本家（+ 1983年）
- 1924年 - 三戸部スエ、女優（+ 1986年）
- 1924年 - レオ・ブスカーリア、教育学者（+ 1998年）
- 1925年 - 永井路子、小説家（+ 2023年）
- 1926年 - ジョン・ファウルズ、小説家（+ 2005年）
- 1926年 - 加古里子、児童文学作家(+ 2018年)
- 1927年 - 福島譲二、政治家（+ 2000年）
- 1927年 - 無着成恭、教育評論家（+ 2023年）
- 1927年 - ウィリアム・ダニエルズ、俳優
- 1928年 - ゴーディ・ハウ、アイスホッケー選手（+ 2016年）
- 1929年 - 三枝和子、小説家（+ 2003年）
- 1930年 - 奥村公延、俳優（+ 2009年）
- 1931年 - 清水徹、フランス文学者
- 1931年 - 柏木敏夫、プロ野球審判員（+ 2003年）
- 1932年 - 大島渚、映画監督（+ 2013年）
- 1932年 - 今井健二、俳優
- 1932年 - 依田智治、警察官僚、参議院議員
- 1933年 - 梅沢健三、政治家、元千歳市長（+ 2025年）
- 1933年 - 中丸忠雄、俳優（+ 2009年）
- 1934年 - 居作昌果、テレビプロデューサー（+ 2005年）
- 1934年 - カルロ・ルビア、物理学者
- 1934年 - リチャード・チェンバレン、俳優、歌手（+ 2025年）
- 1934年 - シャーリー・ジョーンズ、歌手、女優
- 1934年 - 多田富雄、免疫学者（+ 2010年）
- 1934年 - 上前淳一郎、ノンフィクション作家
- 1935年 - ハーブ・アルパート、音楽家
- 1935年 - 今橋恒、俳優、声優（+ 1995年）
- 1936年 - 毒蝮三太夫、タレント
- 1937年 - クロード・アレグル、地球科学者、政治家（+ 2025年）
- 1937年 - 大庭宏、元プロ野球選手
- 1938年 - 野村道子、声優
- 1938年 - 村松英子、女優
- 1938年 - パトリック・ベイトソン、生物学者
- 1938年 - 藤本伸、元プロ野球選手
- 1939年 - フォルカー・シュレンドルフ、映画監督
- 1939年 - ズヴィアド・ガムサフルディア、政治家、グルジア大統領（+ 1993年）
- 1939年 - カール＝ハインツ・シュネリンガー、サッカー選手（+ 2024年）
- 1940年 - 嵐圭史、歌舞伎役者
- 1940年 - 板東英二、元プロ野球選手、タレント
- 1940年 - 三井徹、音楽学者、英文学者、金沢大学名誉教授（+ 2023年）
- 1942年 - 鈴木良武、アニメ原作者、脚本家
- 1942年 - 円谷文彦、声優（+ 2005年）
- 1943年 - クリストファー・ウォーケン、俳優
- 1943年 - 藤島正之、弁護士
- 1943年 - 坂東彦三郎 (8代目)、歌舞伎役者
- 1944年 - 出久根達郎、小説家
- 1944年 - 西角友宏、ゲームクリエイター、スペースインベーダー開発者
- 1947年 - 杉本一文、イラストレーター、版画家
- 1947年 - 三村建治、工業デザイナー
- 1948年 - 盧山初雄、武道家、空手家
- 1948年 - アルバート・ゴア・ジュニア、政治家、第45代アメリカ合衆国副大統領
- 1948年 - 古沢憲司、元プロ野球選手（+ 2023年）
- 1950年 - 近藤喜文、アニメ映画監督（+ 1998年）
- 1950年 - 舘ひろし、俳優
- 1951年 - 川崎ゆきお、漫画家
- 1953年 - 中野栄治、騎手、調教師
- 1953年 - 桂文福、落語家
- 1955年[注釈 2] - アンガス・ヤング、ミュージシャン（AC/DC）
- 1955年 - 青島広志、作曲家、タレント
- 1957年 - 小林健二、将棋棋士
- 1957年 - 郡和子、政治家
- 1960年 - 柿本ケンジロウ、漫画家
- 1961年 - 戸川純、タレント、ミュージシャン
- 1961年 - 寺島まゆみ、女優、歌手
- 1962年 - 光吉一、官僚
- 1962年 - 藤臣柊子、エッセイスト、漫画家
- 1964年 - 鶴久政治、タレント、歌手（元チェッカーズ）
- 1964年 - バルビーノ・ガルベス、元プロ野球選手
- 1964年 - 杉山勇司、レコーディング・エンジニア
- 1967年 - 太田垣康男、漫画家
- 1968年 - 小川直也、プロレスラー、柔道家
- 1968年 - セザール・サンパイオ、サッカー選手
- 1969年 - KYONO、ミュージシャン（THE MAD CAPSULE MARKETS）
- 1969年 - スティーブ・スミス、バスケットボール選手
- 1970年 - 宮迫博之、YouTuber、お笑いタレント（元雨上がり決死隊）
- 1970年 - 三鴨絵里子、女優、声優
- 1971年 - 筒井道隆、俳優
- 1971年 - 義家弘介、政治家、教育者
- 1971年 - ユアン・マクレガー、俳優
- 1971年 - クレイグ・マクラッケン、アニメーター
- 1972年 - アレハンドロ・アメナバル、映画監督
- 1973年 - ホルスタイン・モリ夫、お笑いタレント（モリマン）
- 1974年 - 駒田健吾、アナウンサー
- 1974年 - ロヘル・マチャド、元野球選手
- 1975年 - 矢部大、実業家、経営コンサルタント
- 1975年 - ライアン・ループ、元プロ野球選手
- 1976年 - 勝野慎子、シンガーソングライター
- 1976年 - バイス・ガンダ、俳優、コメディアン
- 1977年 - 上原さくら、女優
- 1977年 - 龍円愛梨、政治家、記者、元アナウンサー
- 1977年 - 大ハシ正ヤ、漫画家
- 1977年 - Toshiya、ベーシスト（DIR EN GREY）
- 1977年 - ジェイミー・ブラウン、元プロ野球選手
- 1977年 - ジェイソン・デノミー、フィギュアスケート選手
- 1978年 - 針谷桂樹、ナレーター
- 1978年 - 影山由高、元サッカー選手
- 1980年 - 坂本真綾、声優、歌手
- 1980年 - 佐々木優介、お笑いタレント（磁石）
- 1980年 - 中村まいこ、お笑いタレント（法薬女子大学）
- 1980年 - 和教、ボーカル（少年カミカゼ）
- 1980年 - クリスタルな洋介、漫画家、小説家
- 1980年 - 遠藤大志、元サッカー選手
- 1980年 - 王建民、元プロ野球選手
- 1981年 - AMADORI、ミュージシャン
- 1981年 - 新谷良子、声優
- 1982年 - 柳田殖生、元プロ野球選手
- 1982年 - ジェシカ・ジョセフ、フィギュアスケート選手
- 1983年 - 鈴木寛史、バレーボール選手
- 1983年 - ジェフ・マシス、元プロ野球選手
- 1984年 - 田久保賢植、元プロ野球選手
- 1985年 - オレクサンドル・クラトフ、オリエンテーリング選手
- 1986年 - セルゲイ・カレフ、フィギュアスケート選手
- 1987年 - ネッリ・ジガンシナ、フィギュアスケート選手
- 1987年 - ピーター・ボージャス、元プロ野球選手
- 1987年 - ブレット・ロリン、プロ野球選手
- 1987年 - 新子景視、マジシャン
- 1988年 - ホーガン・エフレイム、サッカー選手
- 1988年 - ベアトリサ・リャン、フィギュアスケート選手
- 1989年 - 山内二郎、演歌歌手
- 1989年 - よし、お笑いタレント（トキヨアキイ）
- 1989年 - 大川雅大、元俳優
- 1989年 - 劉子歌、競泳選手
- 1989年 - ホスミル・ピント、プロ野球選手
- 1990年 - 山崎将平、俳優
- 1990年 - 高橋春美、ラジオDJ
- 1991年 - 鳥越裕貴、俳優
- 1991年 - 上原光紀、NHKアナウンサー
- 1991年 - 栗原卓也、俳優
- 1992年 - 倉内沙莉、ファッションモデル、グラビアアイドル
- 1992年 - 寺井有美、バレーボール選手
- 1992年 - ベアートリチェー・ロジンスカイテー、フィギュアスケート選手
- 1993年 - ミカエル・イシャク、サッカー選手
- 1993年 - クリスタ・バンサント、バレーボール選手
- 1993年 - 五郎谷俊、陸上選手
- 1994年 - 西尾夕香、声優、歌手
- 1994年 - もりせいじゅ、お笑いタレント
- 1995年 - 疋田英美、ファッションモデル
- 1996年 - 下田裕太、陸上選手
- 1996年 - Sareee、プロレスラー
- 1997年 - JU-NE、アイドル（ikon）
- 1998年 - 篠崎みお、AV女優
- 2000年 - 長谷川ニイナ、元タレント
- 2002年 - クリスチャン・ロドリゲス、プロ野球選手
- 2003年 - 根本悠楓、プロ野球選手
- 2004年 - 濱田ここね、女優
- 2004年 - 青木瑠郁、陸上競技選手
- 2005年 - 雑賀サクラ、ファッションモデル
- 2005年 - MUNJUNGHYUN、アイドル （EVNNE）
- 2005年 - 永瀬アンナ、声優
- 生年非公表 - 切符、イラストレーター
- 生年非公表 - シルク、お笑いタレント（元非常階段）
- 生年不明 - 夕城千佳、声優
- 生年不詳 - ナアユ、アイドル（WAgg）
- 生年不詳 - 高橋佳奈子、DJ
- 生年不詳 - 日高ショーコ、漫画家
- 生年不詳 - 不破慎理、漫画家
- 生年不詳 - 三次マキ、漫画家
- 生年不詳 - 望月桜、漫画家
- 生年不詳 - 柚木ウタノ、漫画家
- 生年不詳 - 藤野こころ、声優

### 人物以外（動物など）
- 1989年 - エーピーインディ、競走馬（+2020年）
- 1990年 - ドージマムテキ、競走馬（+2010年）
- 1991年 - ゴールデンジャック、競走馬（+2013年）
- 1994年 - シンコウスプレンダ、競走馬
- 1998年 - クロフネ、競走馬（+2021年）
- 1999年 - ヒシミラクル、競走馬
- 2001年 - アルティストロワイヤル、競走馬
- 2001年 - アロマ、盲導犬（+2012年）
- 2002年 - シーザリオ、競走馬（+2021年）
- 2002年 - オースミグラスワン、競走馬
- 2004年 - カノヤザクラ、競走馬（+2010年）
- 2007年 - ヴィクトワールピサ、競走馬
- 2007年 - カレンチャン、競走馬

## 忌日

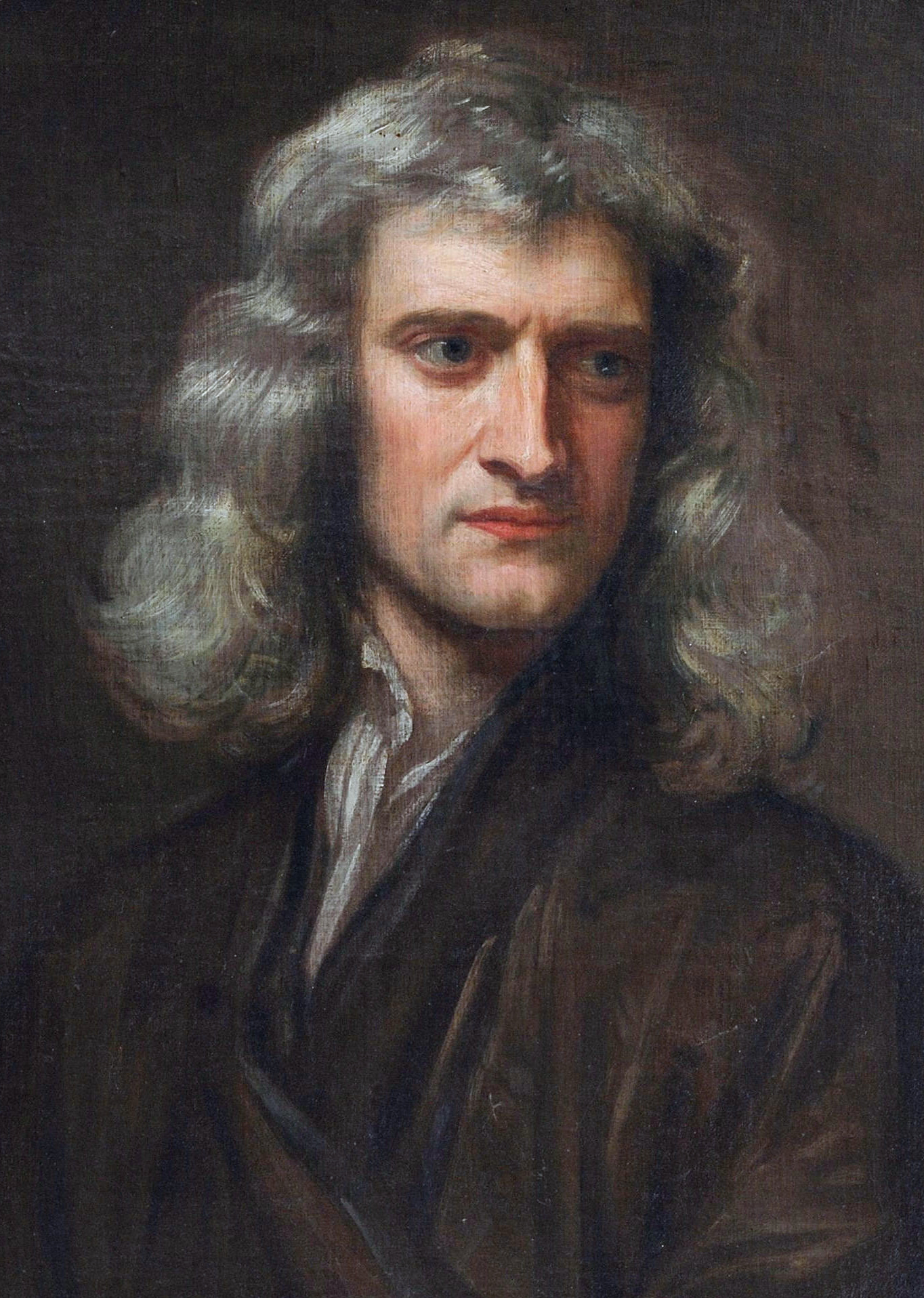
古典力学を確立した自然哲学者アイザック・ニュートン(1642-1727)没。

風景画家ジョン・コンスタブル(1776-1837)没。画像は『Wivenhoe Park』(1816)

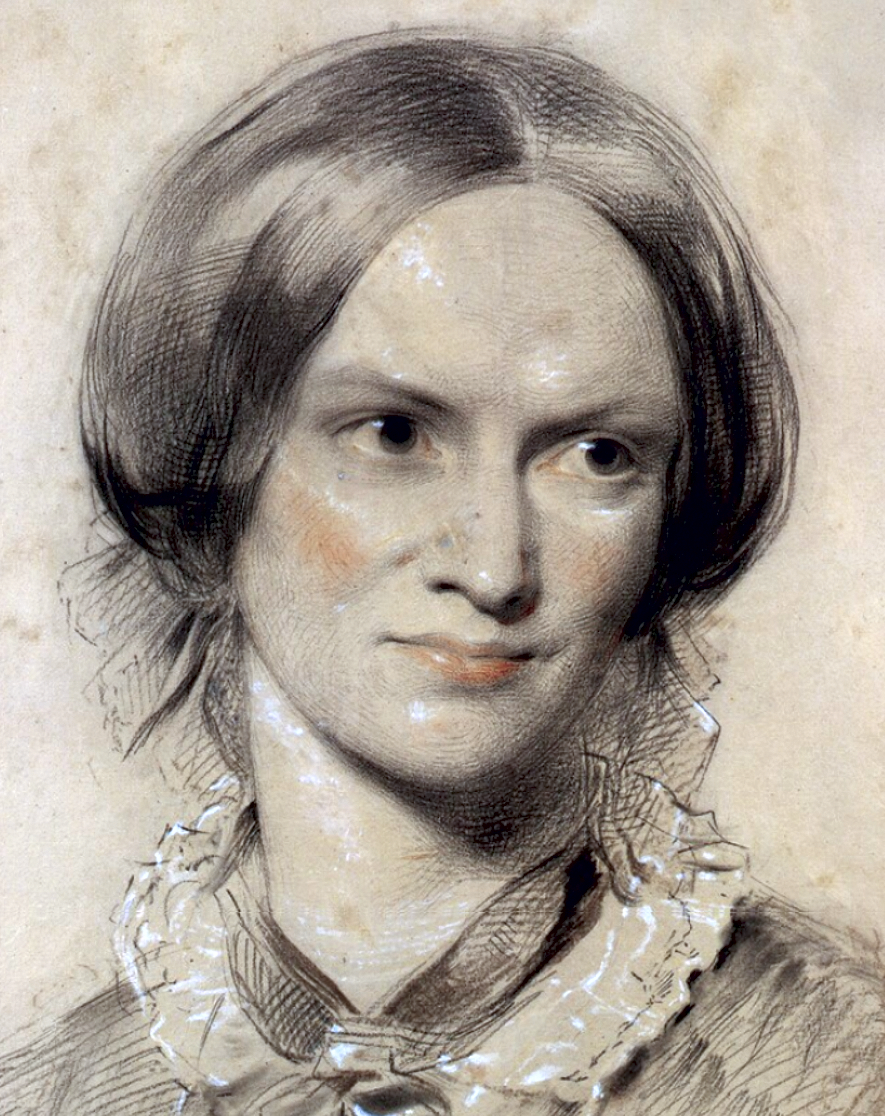
ブロンテ姉妹の長姉、作家シャーロット・ブロンテ(1816-1855)没。代表作は『ジェーン・エア』(1847)

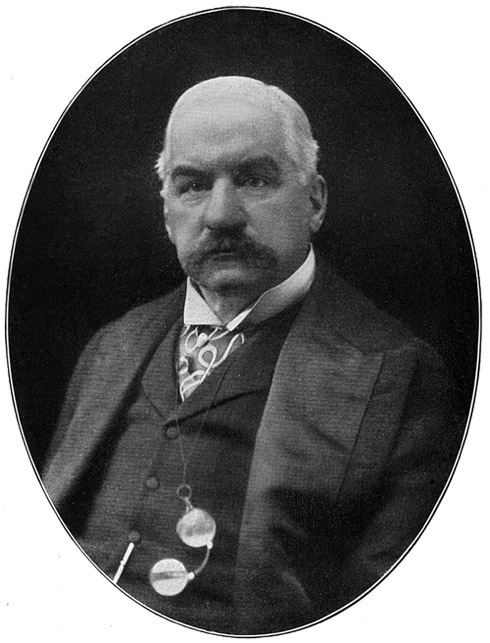
モルガン財閥の設立者、ジョン・ピアポント・モルガン(1837-1913)没。19世紀末世界最大の銀行家となり、米国最大の財閥の1つを形成した。

### 人物
- 1547年 - フランソワ1世、ヴァロワ朝第9代フランス王（* 1494年）
- 1621年 - フェリペ3世、スペイン王、ポルトガル王（* 1578年）
- 1631年 - ジョン・ダン、詩人、著作家、英国国教会司祭（* 1572年）
- 1671年 - アン・ハイド、ヨーク公ジェームズの最初の妃（* 1637年）
- 1703年 - ヨハン・クリストフ・バッハ、作曲家（* 1642年）
- 1727年 - アイザック・ニュートン、科学者（* 1643年）
- 1810年 - ルイジ・ランツィ、考古学者、美術史家（* 1732年）
- 1814年 - ピエール・ソヌラ、博物学者、探検家（* 1748年）
- 1816年 - ジャン＝フランソワ・デュシス（英語版）、劇作家（* 1733年）
- 1821年（文政4年2月28日） - 山片蟠桃、経世論家、思想家（* 1748年）
- 1837年 - ジョン・コンスタブル、画家（* 1776年）
- 1841年 - ジョージ・グリーン、物理学者、数学者（* 1793年）
- 1850年 - ジョン・カルフーン、政治家（* 1782年）
- 1855年 - シャーロット・ブロンテ、小説家（* 1816年）
- 1877年 - アントワーヌ・オーギュスタン・クールノー、哲学者、数学者、経済学者（* 1801年）
- 1880年 - ヘンリク・ヴィエニャフスキ、作曲家、ヴァイオリニスト（* 1835年）
- 1888年 - ジャン＝マリー・ギュイヨー、哲学者、詩人（* 1854年）
- 1914年 - クリスティアン・モルゲンシュテルン、詩人、著作家（* 1871年）
- 1913年 - ジョン・モルガン、実業家、モルガン財閥設立者（* 1837年）
- 1915年 - 初代ロスチャイルド男爵ナサニエル・ロスチャイルド、銀行家、政治家（* 1840年）
- 1915年 - ウィンダム・ハルスウェル、陸上競技選手、1908年ロンドン五輪金メダリスト（* 1882年）
- 1917年 - エミール・アドルフ・フォン・ベーリング、医学者（* 1854年）
- 1933年 - 山川彌千枝、『薔薇は生きてる』著者（* 1918年）
- 1944年 - 古賀峯一、日本海軍元帥（* 1885年）
- 1945年 - ハンス・フィッシャー、化学者（* 1881年）
- 1945年 - ハンス・リーゲル・シニア（英語版）、菓子職人、ハリボー設立者（* 1893年）
- 1946年 - 武田麟太郎、小説家（* 1904年）
- 1948年 - 河内源一郎、醸造学者（* 1883年）
- 1952年 - ヴァルター・シェレンベルク、ナチス・ドイツ親衛隊少将（* 1910年）
- 1967年 - 伊藤熹朔、舞台美術家（* 1899年）
- 1968年 - エリー・ナイ、ピアニスト（* 1882年）
- 1968年 - 野依秀市、ジャーナリスト（* 1885年）
- 1970年 - 井上博、ミュージシャン（元はしだのりひことシューベルツ ）（* 1949年）
- 1970年 - セミョーン・チモシェンコ、軍人（* 1895年）
- 1972年 - ミーナー・クマーリー、女優（* 1933年）
- 1972年 - ハナ・マシュコヴァー、フィギュアスケーター（* 1949年）
- 1974年 - ビクトル・ボワン、水球選手、フェンシング選手（* 1886年）
- 1976年 - ポール・ストランド、写真家（* 1890年）
- 1978年 - チャールズ・ベスト、医学者、インスリン共同発見者（* 1899年）
- 1978年 - アストリッド・オールウィン（英語版）、女優（* 1905年）
- 1980年 - ジェシー・オーエンス、陸上競技選手（* 1913年）
- 1982年 - ポーン・キングピッチ、プロボクサー、元WBA・WBCフライ級王座（* 1935年）
- 1983年 - 尾崎一雄、小説家（* 1899年）
- 1983年 - 片岡千恵蔵、俳優（* 1903年）
- 1983年 - 改井秀雄、政治家、元富山県富山市長（* 1919年）
- 1984年 - 大植武士、経営者、元リコー社長（* 1920年）
- 1987年 - 大久保正信、元軍人、声優、俳優（* 1922年）
- 1988年 - ウィリアム・マクマホン、政治家、第20代オーストラリア首相（* 1908年）
- 1991年 - 生野幸吉、作家（* 1924年）
- 1992年 - ボブ・ワイアン（英語版）、ビッグボーイ創業者（* 1914年）
- 1993年 - ブランドン・リー、俳優（* 1965年）
- 1994年 - 式守伊之助 (26代)、大相撲の立行司（* 1927年）
- 1995年 - 久保亮五、物理学者（* 1920年）
- 1995年 - 若ノ海正照、元大相撲力士（* 1945年）
- 1997年 - フリードリッヒ・フント、物理学者（* 1896年）
- 1997年 - ライマン・スピッツァー、天体物理学者（* 1914年）
- 1998年 - 小野寺百合子、翻訳家（* 1906年）
- 1998年 - ベラ・アブズグ（英語版）、女性解放運動活動家（* 1920年）
- 1999年 - ユーリー・クノロゾフ、言語学者、民族誌研究者（* 1922年）
- 2001年 - クリフォード・シャル、物理学者（* 1915年）
- 2001年 - 中村歌右衛門 (6代目)、歌舞伎役者（* 1917年）
- 2002年 - 平川彰、仏教学者、東京大学名誉教授（* 1915年）
- 2003年 - 山田安邦、実業家、元ロート製薬社長（* 1926年）
- 2005年 - アラン・ブルーム、園芸家（* 1906年）
- 2005年 - 松永市郎、元海軍軍人、作家（* 1919年）
- 2006年 - 村井資長、工学者、早稲田大学10代総長、恵泉女学園大学初代学長（* 1909年）
- 2006年 - ジャッキー・マクリーン、アルトサックス奏者（* 1932年）
- 2008年 - ニコライ・バイバコフ、ソビエト連邦ゴスプラン議長（* 1911年）
- 2008年 - ジュールズ・ダッシン、映画監督（* 1911年）
- 2009年 - チョール・シン、最高裁判所裁判官（* 1911年）
- 2009年 - ラウル・アルフォンシン、政治家、アルゼンチン第49代大統領（* 1927年）
- 2009年 - 金田龍之介、俳優（* 1928年）
- 2009年 - 洪成南、政治家（* 1929年）
- 2009年 - 吉村信良、合唱指揮者、元全日本合唱連盟理事長（* 1933年）
- 2010年 - 堀之内久男、政治家、第62代郵政大臣、第13代農林水産大臣、元宮崎県都城市長（* 1924年)
- 2010年 - 細川益男、実業家、元細川鉄工所社長（* 1924年)
- 2010年 - 中村寛之助、実業家、元協和発酵工業社長（* 1928年）
- 2010年 - 石本隆一、歌人（* 1930年)
- 2011年 - 西常雄、彫刻家（* 1911年）
- 2011年 - いいだもも、作家、評論家（* 1926年）
- 2011年 - 藤田スミ、政治家（* 1933年）
- 2011年 - クラウディア・ハイル、柔道家、2004年アテネ五輪銀メダリスト（* 1982年）
- 2012年 - アルベルト・スギ、画家（* 1928年）
- 2012年 - 大沢幸夫、政治家、元埼玉県日高市長（* 1939年）
- 2013年 - 柳生亮三、動物学者（* 1905年）
- 2013年 - 長石多可男、映画監督（* 1945年）
- 2014年 - 小林啓次郎、実業家、元ダイヘン社長（* 1924年）
- 2014年 - 光本正記、作家（* 1978年）
- 2015年 - 藤原ここあ、漫画家（* 1983年）
- 2016年 - ハンス・ディートリヒ・ゲンシャー、政治家（* 1927年）
- 2016年 - 桑田昭三、教育評論家、学力偏差値考案者（* 1928年）
- 2016年 - ケルテース・イムレ、小説家（* 1929年）
- 2016年 - 野口修、実業家、ボクシング・キックボクシングプロモーター（* 1934年）
- 2016年 - 若林貴世志、実業家、元横浜ベイスターズオーナー（* 1942年）
- 2016年 - ザハ・ハディッド、建築家（* 1950年）
- 2017年 - 安藤貞雄、言語学者、英語学者、広島大学名誉教授（* 1927年）
- 2017年 - 河村元雄、実業家、元住友倉庫社長（* 1928年）
- 2017年 - ジェームス・ローゼンクイスト、美術家（* 1933年）
- 2017年 - 安冨信哉、僧侶、仏教学者、大谷大学名誉教授（* 1944年）
- 2018年 - 8代目都家歌六、落語家（* 1930年）
- 2018年 - 岡崎洋、官僚、元環境事務次官、政治家、第13・14代神奈川県知事（* 1932年）
- 2018年 - 新崎盛暉、歴史学者、元沖縄大学学長（* 1936年）
- 2018年 - 吉田正高、歴史学者、コンテンツ文化史学会主宰（* 1969年）
- 2019年 - 辻豊人、アナウンサー（* 1942年）
- 2020年 - 中田武志、政治家、元倉敷市長（* 1932年）
- 2020年 - ゾルターン・ペシュコー、指揮者、作曲家（* 1937年）
- 2020年 - 柴田浩一、音楽プロデューサー、ラジオパーソナリティ（* 1946年）
- 2020年 - クリスティーナ、歌手（* 1956年）
- 2020年 - 佐々部清、映画監督（* 1958年）
- 2020年 - ウォレス・ルーニー、ジャズトランペット奏者（* 1960年）
- 2021年 - 渡辺千明、脚本家、劇作家、演出家（* 1950年）
- 2022年 - 北村武資、染織家（* 1935年）
- 2022年 - クラウス・リーゼンフーバー、哲学者、思想史研究者（* 1938年）
- 2022年 - ギュンター・デッカート、政治活動家（* 1940年）
- 2022年 - 山本圭、俳優（* 1940年）
- 2022年 - 児島邦宏、教育学者、東京学芸大学名誉教授（* 1942年）
- 2022年 - パトリック・デマルシェリエ、写真家（* 1943年）
- 2023年 - 小浜逸郎、教育評論家（* 1947年）
- 2024年 - 薗部儀三郎、スーパーセンテナリアン（* 1911年）
- 2024年 - ジョナサン・ベネット、哲学者、シラキュース大学名誉教授（* 1930年）
- 2024年 - 村上龍一、地方公務員、元大阪府大阪市副市長（* 1951年）
- 2024年 - ロブ・カーマン、キックボクサー、ムエタイ選手（* 1960年）
- 2024年 - 葉山陽代、女優（* 生年不詳）
- 2025年 - ジョン・ネルソン、指揮者（* 1941年）
- 2025年 - 近藤宏樹、政治家（* 1945年）

### 人物以外（動物など）
- 2024年 - タンタン、ジャイアントパンダ（* 1995年）

## 記念日・年中行事

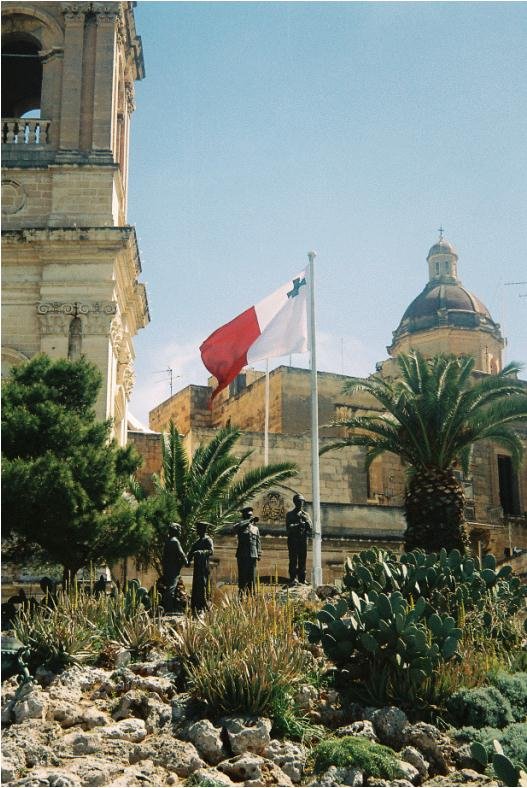
マルタの解放記念日

- 国際トランスジェンダー認知の日 (International Transgender Day of Visibility）
2009年から3月31日を「国際トランスジェンダー認知の日、トランスジェンダー可視化の日」とし、トランスジェンダーの人々の生を祝う日にしようと、世界中でさまざまな活動が展開されている[21]。
- エッフェル塔落成記念日
1889年（明治22年）のこの日、フランス・パリのシャン・ド・マルス公園の広場に立つ、エッフェル塔の落成式が行われた。高さは約320m。パリ万博に合わせて建設され、フランス人技師エッフェルが設計した。
- 解放記念日（英語版）（ マルタ）
1979年のこの日、マルタからイギリス軍が撤退したことを記念。
- ナンクラオ王記念日（ タイ）
チャクリー王朝第3代国王ラーマ3世（ナンクラオ王）の1788年の誕生日。
- 山菜の日（ 日本）
雪の多い山形県では春の山菜が待ち遠しくなる季節であることから、山形県西村山郡西川町にある山菜料理出羽屋が2012年に制定。日付は、3（さん）3（さ）1（い）の語呂合わせから。
- オーケストラの日（ 日本）
日本オーケストラ連盟が2007年に制定。「み(3)み(3)に一番」「み(3)み(3)にいい(1)ひ」（耳に良い日）の語呂合せと、春休み期間中であり親子揃ってイベントに参加しやすいことから。